# Station Neukölln
Neukölln is een station van de S-Bahn van Berlijn, gelegen aan de Karl-Marx-Straße in het stadsdeel Neukölln. Het S-Bahnstation opende op 1 januari 1872 onder de naam Rixdorf en ligt aan de Ringbahn. Sinds 21 december 1930 is er ook een gelijknamig metrostation; aanvankelijk stopten er metro's van lijn CI, tegenwoordig is dit de U7.
Het stationscomplex staat in zijn geheel onder monumentenbescherming.

## S-Bahnstation
In 1867 begon de aanleg van een nieuwe spoorlijn ten oosten van het Berlijnse stadscentrum, die een aantal reeds bestaande kopstations met elkaar moest verbinden. In 1871 kwam de halve ringlijn gereed tussen de huidige stations Westhafen en Schöneberg, waar een aansluiting richting het Potsdamer Bahnhof werd gecreëerd. De lijn zou zowel gebruikt worden voor goederenvervoer als door stadstreinen, alles uiteraard met stoomtractie. Op 1 januari 1872 begon de reizigersdienst op de Ringbahn en stopten de eerste treinen in het station van Rixdorf, zoals Neukölln tot 1912 heette. Vijf jaar kwam ook het westelijke deel van de ring in gebruik.
In het laatste decennium van de 19e eeuw werden de voorheen op maaiveldniveau gelegen sporen heraangelegd op een spoordijk, waar station Rixdorf een nieuw eilandperron kreeg. In deze periode verrees tevens een stationshal, opgetrokken uit gele baksteen. Op 15 maart 1912 werd het station hernoemd tot Neukölln, de nieuwe van de naam gemeente, die in 1920 deel van Groot-Berlijn zou worden. In de jaren twintig begon men met de elektrificatie van diverse voorstadslijnen in en rond Berlijn. Op 6 november 1928 was ook het zuidelijke deel van de Ringbahn geëlektrificeerd. Twee jaar later ging de lijn op in het nieuwe S-Bahnnet.
Het laat-negentiende-eeuwse stationsgebouw zou geen lang leven beschoren zijn. In de aanloop van de verlenging van metrolijn CI besloot men namelijk bij station Neukölln een gezamenlijke stationshal voor metro en S-Bahn te bouwen. De ontwerpopdracht werd gegund aan de huisarchitect van de Berlijnse metro, Alfred Grenander. Grenander schiep een streng bakstenen gebouw met klokkentoren, in de stijl van de nieuwe zakelijkheid. Dit stationsgebouw, dat zich op de hoek van de Karl-Marx-Straße en de Saalestraße bevindt, is nog altijd in gebruik.

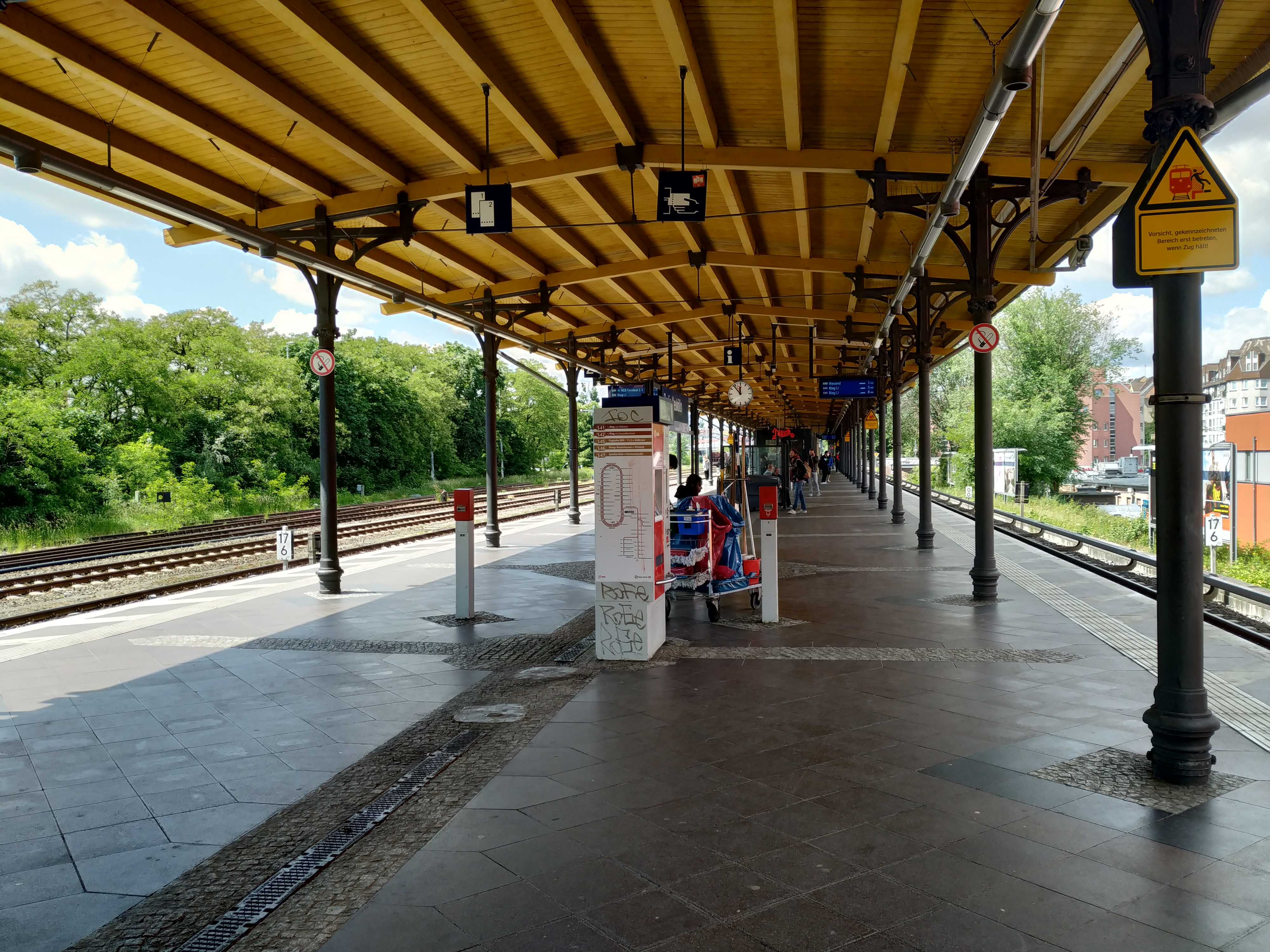
Het perron van S-Bahnstation Neukölln, waar sinds 1993 weer Ringbahn-treinen stoppen.

De Tweede Wereldoorlog overleefde het station ongeschonden en ook in het naoorlogse gedeelde Berlijn veranderde er aanvankelijk weinig. Op den duur zouden de politieke spanningen tussen oost en west echter grote gevolgen voor de S-Bahn hebben. Het S-Bahnnet werd namelijk ook in het westen van de stad bedreven door de Oost-Duitse spoorwegen (Deutsche Reichsbahn), hetgeen vooral na de bouw van de Berlijnse Muur in 1961 leidde tot een grootschalige boycot door West-Berlijnse reizigers. De oprichting van de Muur en de daarmee samenhangende splitsing van het S-Bahnnet drukte station Neukölln bovendien naar de periferie: in oostelijke richting kon er nog maar één station verder gereisd worden. In september 1980 kwam het tot een staking van het West-Berlijnse S-Bahnpersoneel, waarna de DR de dienst op bijna alle trajecten in het westen van de stad stopte. Ook de Ringbahn zou niet meer bediend worden; station Neukölln sloot zijn deuren.
In januari 1984 nam het Berlijnse stadsvervoerbedrijf, de BVG, het westelijke deel van het S-Bahnnet over van de DR. Een aantal lijnen werd opgeknapt en opnieuw in dienst genomen, maar de Ringbahn bleef voorlopig buiten gebruik. In 1989 begon men alsnog aan de sanering van de al jaren verwaarloosde zuidelijke ringlijn. Op 17 december 1993, vier jaar na de val van de Muur, werd de lijn heropend en gingen er weer treinen stoppen in station Neukölln. Het station ontwikkelde zich snel weer tot een druk overstappunt. Nadat in 2002 het laatste gat in de ring gedicht was, werden weer doorgaande ringdiensten ingesteld.